# Calamaria suluensis
Calamaria suluensis este o specie de șerpi din genul Calamaria, familia Colubridae, descrisă de William Randolph Taylor în anul 1922. A fost clasificată de IUCN ca specie cu risc scăzut. Conform Catalogue of Life specia Calamaria suluensis nu are subspecii cunoscute.